# Devlet II. Giray
Devlet II. Giray (* 1648; † 1719 in Vize, Ostthrakien) war von 1699 bis 1702 und von 1709 bis 1713 Khan der Krim-Tataren. 

## Erste Regierung (1699–1702)
Auf Empfehlung seines Vorgängers Selim I. Giray wurde Devlet II. Giray 1699 Khan der Krim-Tataren. Sein Regierungsantritt erfolgte in einer schwierigen Zeit, da es zu Streitigkeiten und Rebellionen kam, die Devlet niederschlagen ließ. Bald bekam er auch Probleme mit äußeren Mächten, besonders mit Russland, das unter Zar Peter I. nach einem Zugang zum Schwarzen Meer strebte. Obwohl Devlet seinen Lehnsherrn in Istanbul vor den Expansionsplänen des Zaren in der Ukraine warnte, unterzeichnete die Hohe Pforte 1699 den Frieden von Karlowitz. Als der Khan nun auf eigene Faust Kriegsvorbereitungen unternahm, setzte Sultan Mustafa II. die Ablösung Devlets durch seinen Vorgänger Selim I. Giray durch.

## Zweite Regierung (1709–1713)
Die zweite Herrschaft Devlets fiel zusammen mit dem Sieg Peters des Großen über den Schwedenkönig Karl XII. bei Poltawa in der Ukraine. Nach der Schlacht nahm Devlet die geschlagenen Schweden auf und erlaubte den mit ihnen verbündeten Kosaken Iwan Masepas, am unteren Dnepr auf dem Gebiet des Krim-Khanats zu siedeln.
Anschließend drängte er gemeinsam mit Karl XII. bei der Hohen Pforte auf Wiederaufnahme des Kriegs gegen Russland. Die revanchistischen Bemühungen des Schwedenkönigs hatten schließlich Erfolg und mündeten in den 4. Russischen Türkenkrieg. Devlet II. Giray fiel im Januar 1711 mit über 80.000 Tataren, unterstützt von 10.000 pro-schwedischen ukrainischen Kosaken, mehr als 4.000 Polen und 700 Schweden in der Ukraine ein, wurde jedoch bereits im März von russischen und russenfreundlichen Kosakentruppen auf die Krim zurückgetrieben. Nachdem im Sommer 1711 die russische Invasion in Moldawien durch den Großwesir Baltaji Mehmed Pascha am Pruth gestoppt wurde, kam es schließlich zum Frieden vom Pruth, durch den Russland zur Rückgabe der zwölf Jahre zuvor gewonnenen Festung Asow gezwungen wurde.
Anders als Sultan Ahmed III. waren Karl XII. und Devlet II. Giray keineswegs glücklich über den Friedensschluss. Sie klagten deshalb den Großwesir an, er habe sich von Peter I. bestechen lassen, und erreichten so seine Ablösung. Zwei Jahre später fiel auch Devlet in Ungnade, weil man ihm vorwarf, er habe dem Schwedenkönig im Handgemenge von Bender den gebotenen Respekt versagt und seine Befehle missachtet. Der Khan des Krim-Khanats wurde abgesetzt und nach Rhodos ins Exil geschickt. Später erlaubte man ihm, nach Vize in Ostthrakien überzusiedeln, wo er 1719 starb.